# 국도 제103호선 (일본)

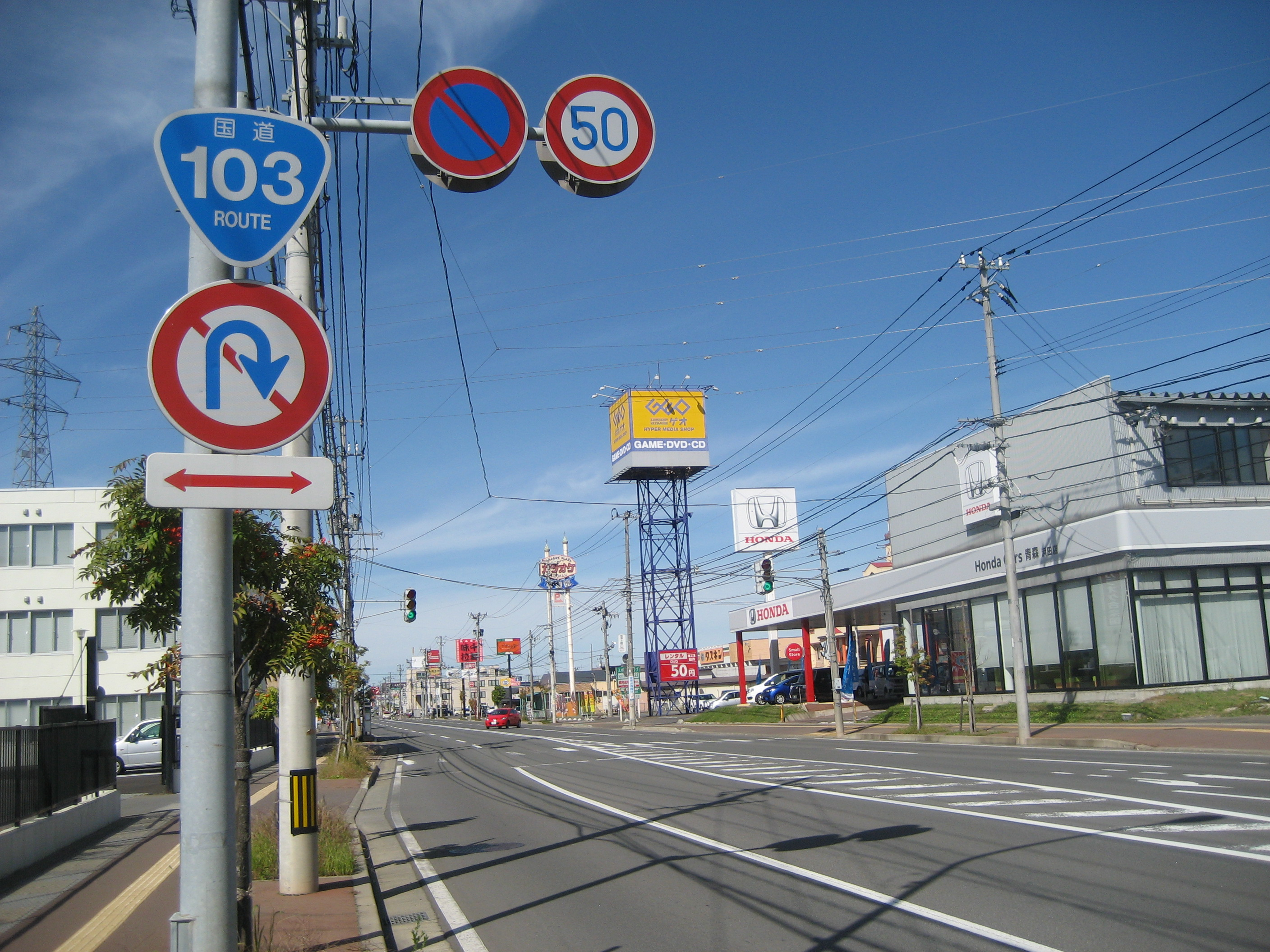
아오모리현 아오모리시 하마다 부근.

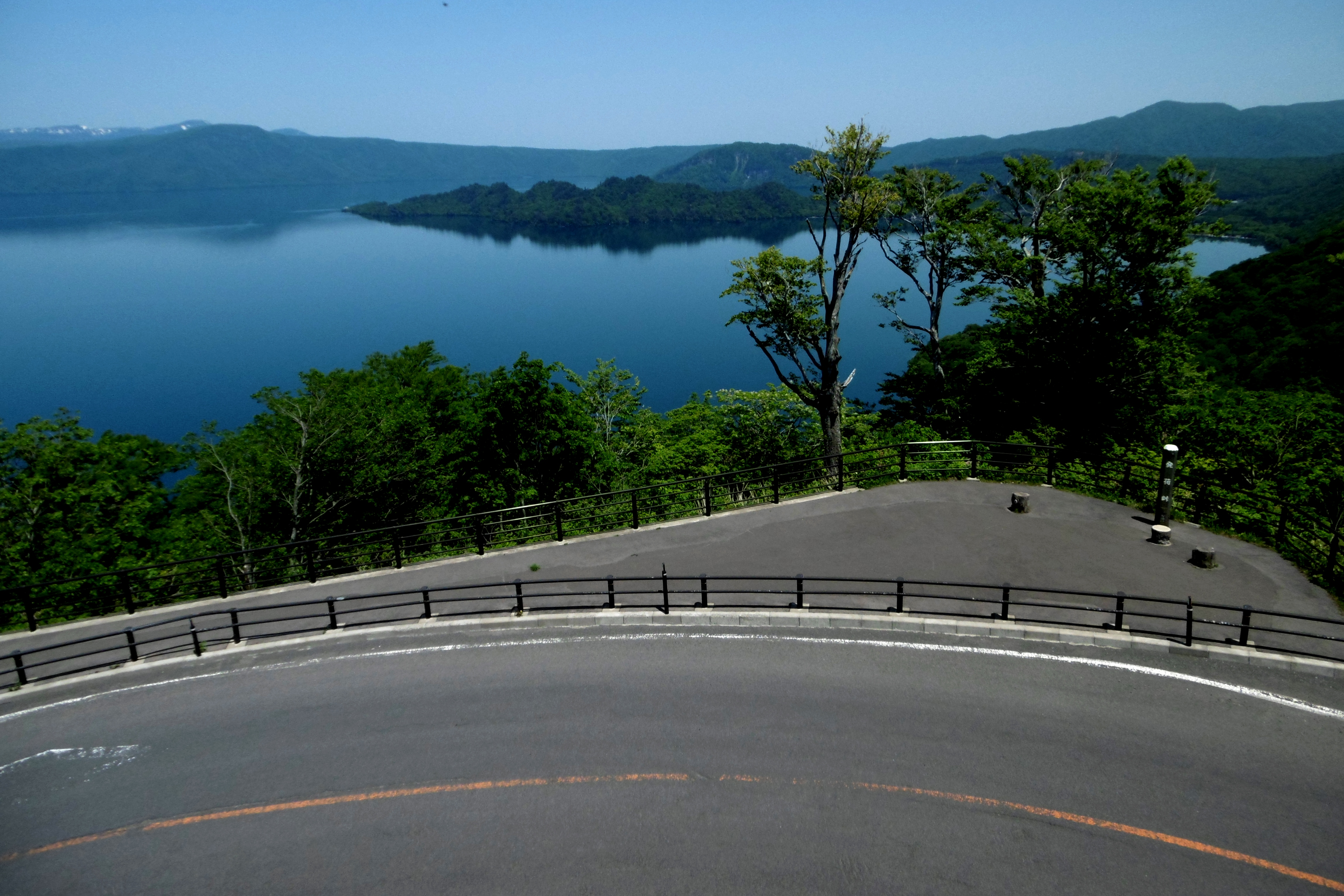
도와다호 하카토게 전망대 부근

국도 제103호선(일본어: 国道103号)은 아오모리현 아오모리시에서 아키타현 오다테시까지 이어지는 총 연장 144.7 km, 실제 연장 130.0 km, 현도 116.8 km의 거리를 가진 일본의 일반 국도이다.

## 노선 정보
- 기점 : 아오모리시 (하시모토 2초메 교차로 = 4번 국도와 교차)
- 종점 : 오다테시 (다치바나 교차로 = 7번 국도와 교차하고 104번 국도의 종점)
- 중요한 경과지 : 가미키타군 도와타코정, 아키타현 가즈노군 고사카정, 가즈노시
- 총 연장 : 144.7 km
- 중용 연장 : 14.8 km (아오모리현 한정)
- 실제 연장 : 130.0 km
  - 현도 : 116.8 km
  - 구도 : 10.6 km
  - 신도 : 2.6 km (아키타현 한정)
- 지정 구간 : 없음

## 연혁
- 1953년 5월 18일 : 2급 국도 제103호 도와다 오다테 선(도와다촌[1] - 오다테시)으로 지정 시행
- 1965년 4월 1일 : 1, 2급의 구분이 전부 없어지고 이와 동시에 일반 국도 제103호선으로 전환
- 1993년 4월 1일 : 기점을 더 연장하여 아오모리시로 변경, 일반 국도 제103호선은 아오모리~오다테 구간으로 확대

## 지리

### 통과하는 지자체
- 아오모리현
  - 아오모리시 - 도와다시
- 아키타현
  - 가즈노군 고사카정 - 가즈노시 - 오다테시

### 접촉하는 도로

#### 일반 국도
- 국도 제4호선
- 국도 제394호선
- 국도 제102호선
- 국도 제454호선
- 국도 제104호선
- 국도 제282호선
- 국도 제285호선
- 국도 제7호선

#### 현도
- 아오모리현도 제40호선
- 아키타현도 제2호선
- 아키타현도 제66호선
- 아키타현도 제102호선

#### 고속도로
- 도호쿠 자동차도
- 아키타 자동차도(일본어판)

### 연선
- NTT 도코모 아오모리 지점
- 선 로드 아오모리(일본어판)
  - 이온 아오모리점
- 이온 아오모리 하마다(일본어판)
- NHK 아오모리 방송국 NHK 묘켄 라디오 방송소(일본어판)
- 아오모리 중앙학원대학(일본어판)
- 아오모리 공립대학(일본어판)
- 스카유 온천(일본어판)
- 사루쿠라 온천(일본어판)
- 야치 온천(일본어판)
- 쓰다 온천(일본어판)
- 도와다하치만타이 국립공원·도와다호
- 오유 온천(일본어판)
- 도호쿠 자동차도 도와다 나들목(일본어판)
- JR 하나와 선